# Crato (Ceará)
Crato (amtlich portugiesisch Município do Crato) ist eine brasilianische Stadt im Bundesstaat Ceará. Die Einwohnerzahl betrug laut Volkszählung 2010 121.428 Einwohner, die Bevölkerungszahl wurde zum 1. Juli 2021 auf 133.913 Einwohner geschätzt, die auf einer Gemeindefläche von rund 1176,5 km² leben und Cratenser (portugiesisch cratenses) genannt werden. Die Entfernung zur Hauptstadt Fortaleza beträgt 508 km. Sie ist wegen ihrer Lage im Geopark Araripe bekannt und liegt in der Metropolregion Cariri.

## Geographie
Umliegende Orte sind im Norden Farias Brito, in Osten Caririaçu, Juazeiro do Norte und Barbalha, im Westen Nova Olinda und Santana do Cariri und im Süden in Pernambuco Exu und Moreilândia. Mit Juazeiro do Norte bildet sich eine Agglomeration heraus.
Die Stadt hat mehrere Städtespitznamen: „Berço da República do Brasil“, „Berço do Pe. Cícero“, „Coração do Ceará“, „Terra de Alencar“, „Princesa do Cariri“, „Cratinho de Açúcar“.
Die Landschaft und Biom sind vorwiegend durch Cerrado, Cerradão und Caatinga geprägt.

### Klima
Die Stadt hat tropisches Klima Aw nach der Klimaklassifikation nach Köppen und Geiger. Die Durchschnittstemperatur ist 25,1 °C. Die durchschnittliche Niederschlagsmenge liegt bei 1086 mm im Jahr.

## Geschichte
Der Ort ging aus der Kapuzinermission Miranda hervor, nachdem dort eine Kapelle zu Ehren der Nossa Senhora da Penha errichtet und ein Pfarrbezirk gegründet worden war. Die Mission betreute dort Indianer der Stämme von Kariri, Quixeréu, Cariú, Cariuané, Calabaça und Icozinho. Das Gebiet gehörte zum Kapitanat Ceará, wobei das Kapitanat Pernambuco starken Einfluss hatte. Crato hat im Süden mit dem heutigen Pernambuco eine gemeinsame Grenze. Anfang der 1760er Jahre war die Erlaubnis erteilt worden, im Hinterland Dörfer zu gründen. Der Ort hieß zunächst Missão do Miranda, dann Missão dos Cariris Novos, sodann Aldeia do Brejo Grande und erhielt am 21. Juni 1764 den Status eines Vila und hieß Vila Real do Crato. Es war das erst siebente Dorf, das im heutigen Ceará gegründet worden war. 1799 kam das Gebiet zum autonomen Ceará während der Kolonialzeit. Durch den Zuckeranbau hatte sich in der Region ein Landadel gebildet. Noch vor der Errichtung der Provinz Ceará im Jahr 1822 fanden in der Region Cariri Befreiungsbewegungen statt, so wurde 1817 die Republik Crato (República do Crato) ausgerufen und die Unabhängigkeit ganz Brasiliens von der portugiesischen Krone erklärt, acht Tage später beendete der monarchistisch eingestellte Großgrundbesitzer Leandro Bezerra Monteiro den Freiheitstraum, die Verantwortlichen wurden eingekerkert. Auch bei der Äquator-Konföderation (Confederação do Equador), einer sezessionistischen Revolte von 1824, war Crato stark beteiligt.
1828 sandte der Stadtrat von Crato (Câmara de Vereadores) eine Delegation an die Regierung, in der es um die Gründung einer eigenen Provinz Cariri Novo ging, was aber nicht beachtet wurde. Erneuert wurde die Idee durch den Senator José Martiniano Pereira de Alencar des Partido Liberal, der am 14. August 1839 dem kaiserlichen Senat den gleichen Vorschlag als Gesetzesentwurf vorlegte, wobei die Hauptstadt Vila do Crato sein sollte, was ebenfalls folgenlos blieb.
Am 17. Oktober 1853 erhielt Crato durch das Provinzgesetz Nr. 628 den Status einer Stadt.
1855 wurde in Crato die erste Zeitung im Landesinneren von Ceará gegründet, der wöchentliche O Araripe. Im letzten Viertel des 19. Jahrhunderts war Crato nicht mehr in politische Auseinandersetzungen verwickelt.

## Stadtpolitik
Die Exekutive hat seit der Kommunalwahl 2020 für die Amtszeit 2021 bis 2024 der Stadtpräfekt José Ailton de Sousa Brasil des Partido dos Trabalhadores (PT). Die Legislative liegt bei einem Stadtrat (Câmara Municipal) aus 19 gewählten Personen (vereadores).

## Gemeindegliederung
Crato hat 10 Distrikte: Crato (Hauptsitz), Baixio das Palmeiras, Belmonte, Campo Alegre, Dom Quintino, Monte Alverne, Bela Vista, Ponta da Serra, Santa Fé und Santa Rosa.

## Bevölkerungsentwicklung
Quelle: IBGE (Angaben für 2018 sind lediglich Schätzungen).

25,62 % der Bevölkerung waren 2010 Kinder und Jugendliche bis 15 Jahre. 83,11 % lebten 2010 in der urbanen Zone, 16,89 % im ländlichen Raum, 1991 waren es noch 20,24 %. Die urban bebaute Stadtfläche des Hauptortes wird mit rund 4,9 km² angegeben.

## Ethnische Zusammensetzung
Ethnische Gruppen nach der statistischen Einteilung des IBGE (Stand 2010 mit 121.328 Einwohnern): Von diesen lebten 2010 100.916 Einwohner im städtischen Bereich und 20.512 im ländlichen Raum.
| Gruppe      | Anteil (2010) | Anmerkung                        |
| ----------- | ------------- | -------------------------------- |
| Pardos      | 72.808        | Mischrassige, Mulatten, Mestizen |
| Brancos     | 37.813        | Weiße, Nachfahren von Europäern  |
| Pretos      | 9.328         | Schwarze                         |
| Amarelos    | 1.326         | Asiaten                          |
| Indígenas   | 143           | indigene Bevölkerung             |
| ohne Angabe | –             |                                  |

## Lebensstandard und Einkommen
Der Index der menschlichen Entwicklung für Städte, abgekürzt HDI (portugiesisch: IDH-M), lag 1991 bei dem sehr niedrigen Wert von 0,444, im Jahr 2000 bei dem als niedrig eingestuften Wert von 0,577, im Jahr 2010 bei dem Wert von 0,713. Das monatliche Durchschnittseinkommen hatte 2017 den Faktor 1,9 des Mindesteinkommens von 880 R$, umgerechnet 2019 rund 372 Euro monatlich. Das Bruttosozialprodukt pro Kopf betrug 2016 11.642 R$.

## Wirtschaft
Die lokale Wirtschaft basiert auf der Landwirtschaft von Bohnen, Mais, Maniok, Reis, der Baumwolle in Monokultur, Zuckerrohr, Cashewnüssen, Gemüse, Bananen, Avocados und verschiedenen Früchten. Extensive Viehzucht gibt es zu Rindern, Schafen, Ziegen, Schweinen und Geflügel. Pflanzenextraktion betrifft die Gewinnung verschiedener Hölzer, dazu von verschiedenen Palmenarten wie Babassupalme, der Oiticica (Licania rigida), die für die Gewinnung von Oiticicaöl dient, und der Carnaubapalme, aus der Carnaubawachs hergestellt wird.
Verbreitet ist das Handwerk der Stickerei und die Herstellung von Hängmatten als eine weitere Einnahmequelle. Die Stadt verkauft auch Industrieprodukte wie Aluminium, Schuhe, Keramik und Weinbrand an die anderen städtischen Zentren von Ceará.
Der Steinbruch liefert Baumaterialien wie Ziergesteine, für Fliesen und Ziegeln gibt es geeignete Fundstellen von Sand und Ton, auch Kalkstein zur Gewinnung von Kalk und Gips für die Herstellung von Portlandzement.
Crato hat einen Industriepark. Die Landwirtschaftsausstellung Expocrato (Exposição Centro Nordestina de Animais e Produtos Derivados) findet im Parque de Exposições Pedro Felício Cavalcante statt und zieht jährlich etwa 500.000 Besucher an.
Im Allgemeinen gilt dieser Teil Cearás als strukturschwach, es wird der Geotourismus vorangetrieben.

## Sehenswürdigkeiten
Das Centro Histórico do Crato ist der alte Stadtkern, in dem sich einige Sehenswürdigkeiten befinden:

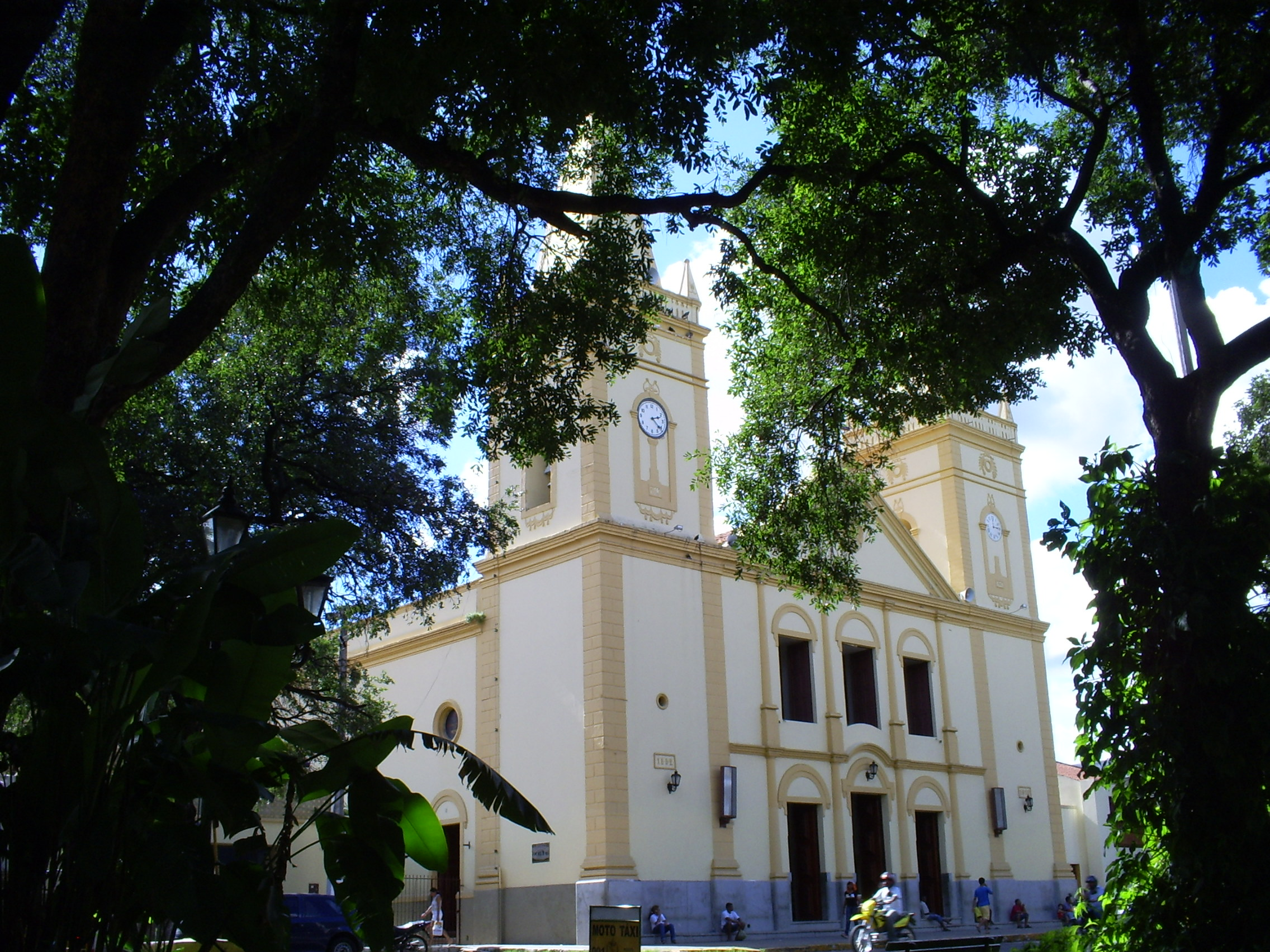
Kathedrale Nossa Senhora da Penha
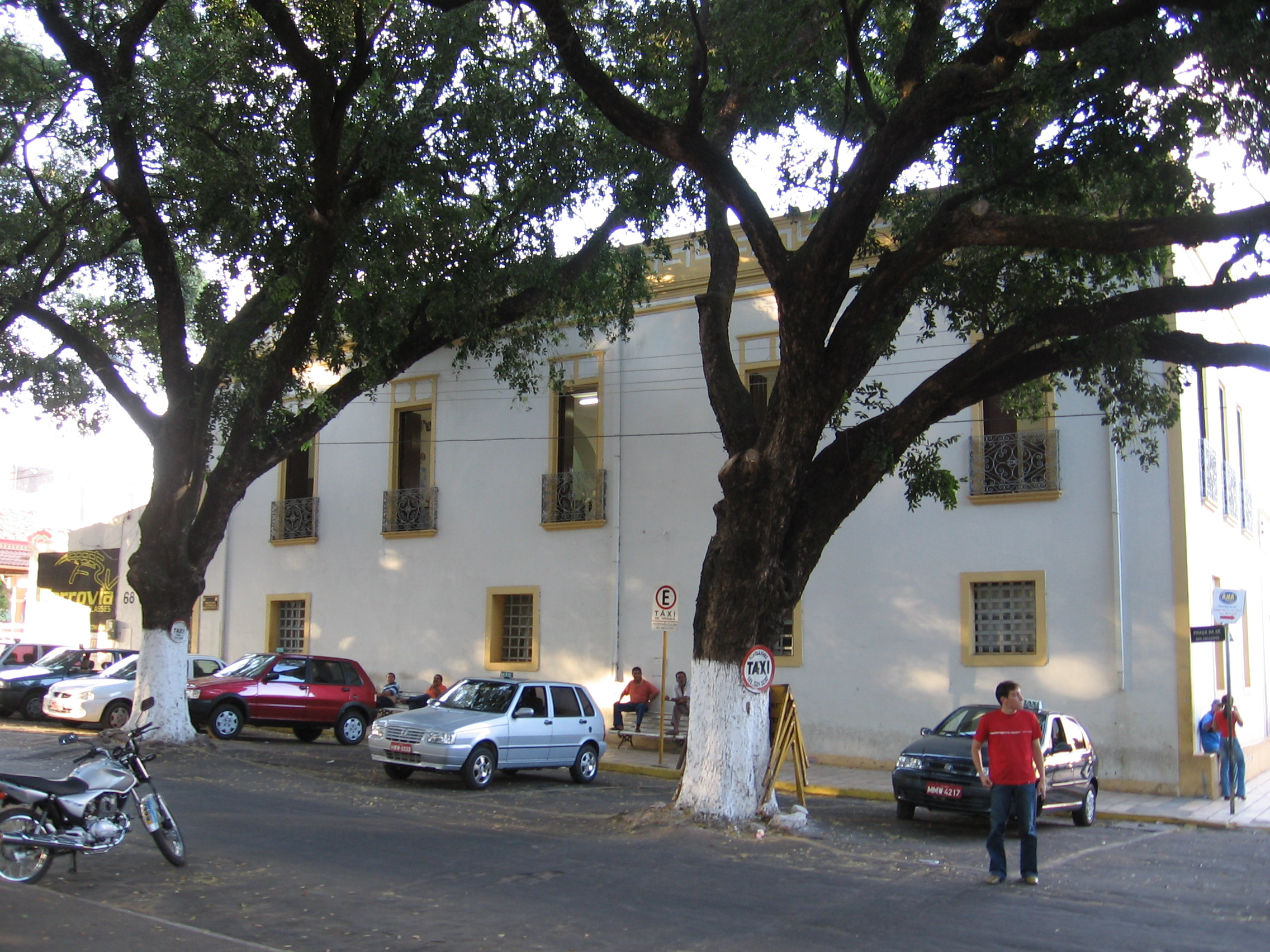
Historisches Museum von Crato
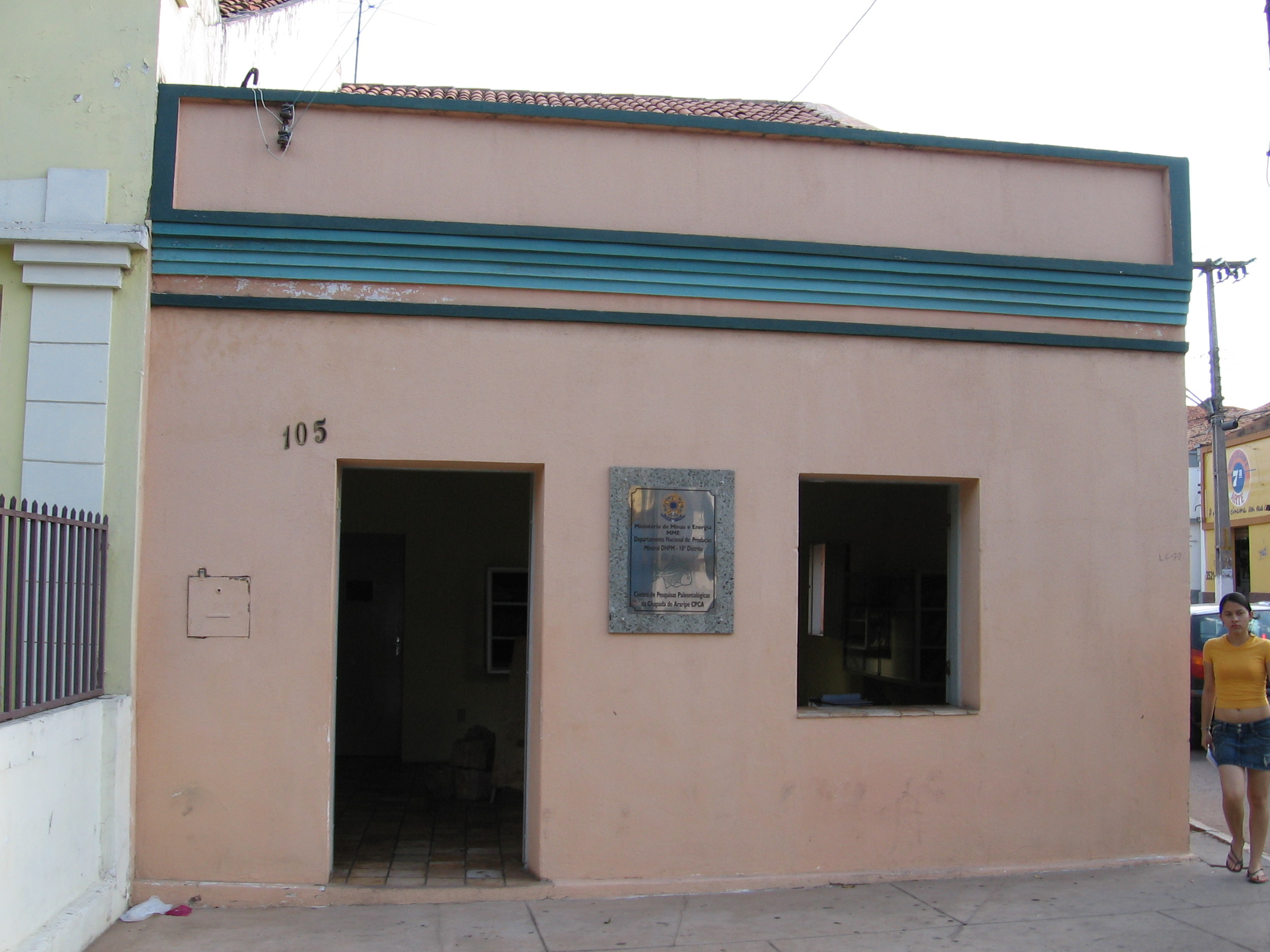
Fossilienmuseum des Centro de Pesquisas Paleontológicas da Bacia do Araripe
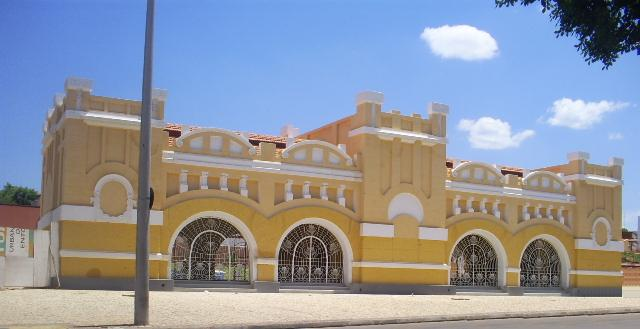
Ehemalige Eisenbahnstation
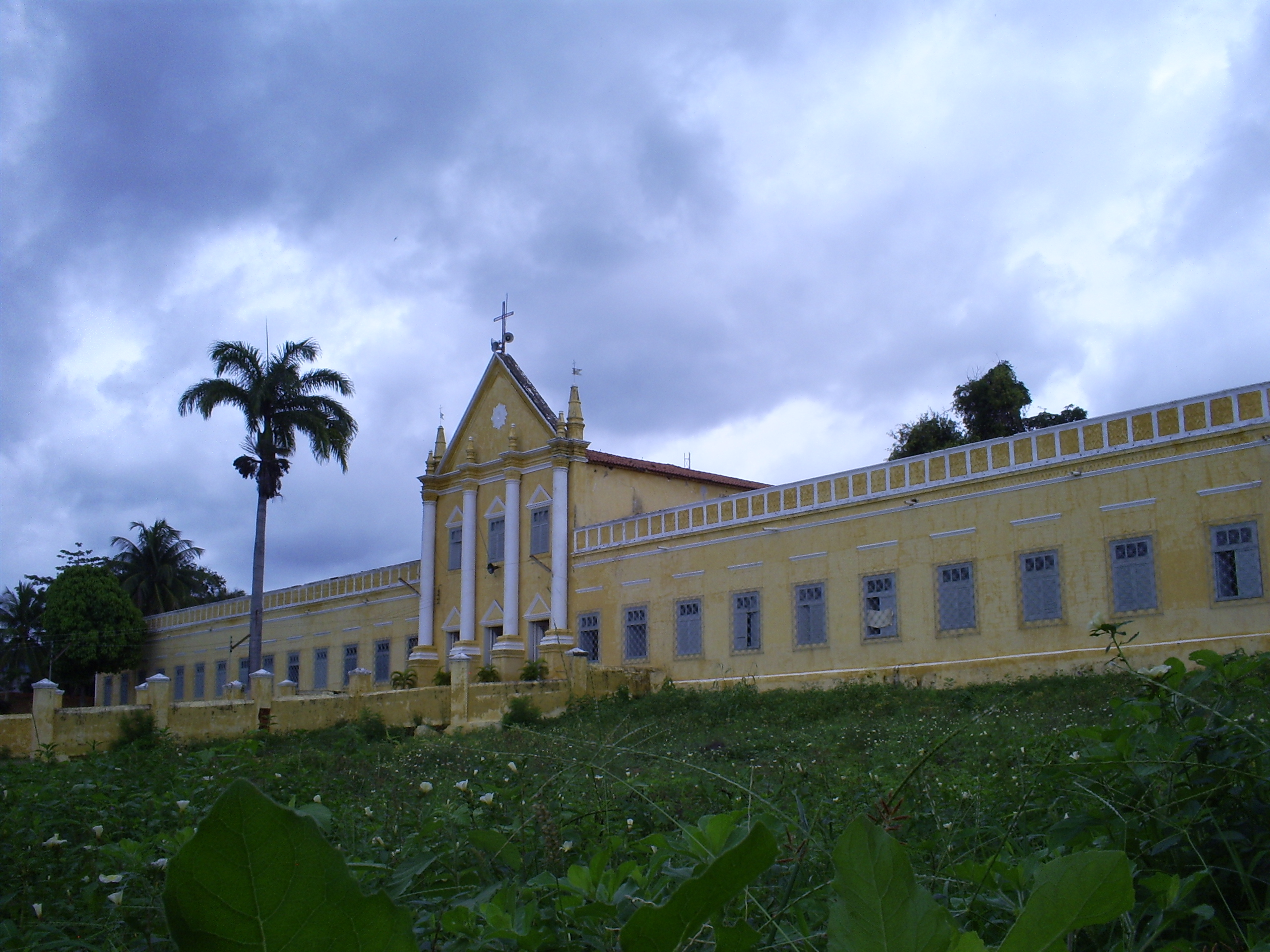
Seminário São José

## Kult
Crato ist Sitz des Bistums Crato. Die Schutzheilige der Stadt gründet sich auf eine Marienverehrung, die nach der portugiesischen Stadt Penha de França benannt ist und als Nossa Senhora da Penha de França Einzug in das Ritual- und Festleben fand.

## Bildung
Crato ist Sitz der 1986 gegründeten Universidade Regional do Cariri (URCA) mit Standorten in weiteren Städten. Die Universität unterhält in Santana do Cariri das Museu de Paleontologia da Universidade Regional do Cariridas, auch als Museu de Paleontologia Plácido Cidade Nuvens bekannt (Paläontologie- und Fossilienmuseum).

## Verkehr
Die Stadt ist von Fortaleza aus über die Bundesstraße BR-122 erreichbar. Innerhalb Cearás ist sie an die am 1. Dezember 2009 eröffnete Metrô do Cariri angeschlossen, das öffentliche Verkehrssystem von Crato gilt jedoch als mangelhaft.
Nächstgelegener Flughafen ist der Juazeiro do Norte Airport in der Nachbarstadt, südlich des Ortes Crato gibt es eine Start- und Landebahn.

## Söhne und Töchter der Stadt
- José Martiniano Pereira de Alencar (1794–1860), Priester, Journalist und Politiker
- Joaquim Ferreira de Melo (1873–1940), römisch-katholischer Bischof
- José Vicente Pinto de Alencar da Silva (* 1958), römisch-katholischer Geistlicher und Bischof von Salgueiro
- Marcos Ceará (* 1980), Fußballspieler